# گرگ مگائو
گرگ مگائو (انگلیسی: Greg Meghoo؛ زادهٔ ۱۱ اوت ۱۹۶۵) ورزشکار دو و میدانی اهل جامائیکا است.
وی در مسابقات کشوری و بین‌المللی در مجموع برندهٔ ۲ مدال طلا، ۲ مدال نقره شده‌است.